# CRプレミアム海物語
『CRプレミアム海物語』（シーアールプレミアムうみものがたり）は、2011年10月3日に三洋物産から発売されたデジパチタイプのパチンコ。

## 機種一覧
| 名称                                            | 発売          |
| ----------------------------------------------- | ------------- |
| CRプレミアム海物語 ゴールド                     | 2011年10月3日 |
| CRプレミアム海物語 プラチナ                     | 2011年10月3日 |
| CRAプレミアム海物語 〜ぼのぼのが遊びに来たよ!〜 | 2011年12月6日 |
| CRプレミアム海物語 GO楽                         | 2012年2月6日  |

## 概要
2011年10月3日に『CRプレミアム海物語 ゴールド』（354バージョン）と『CRプレミアム海物語 プラチナ』（304バージョン）の2種類が発売された。従来の左右対称の盤面を盤面右に配置されたメインドラムと図柄ドラムの2層からなるドラムが最大の特徴。高確率専用モードであるプレ海チャンスは、これまでの海物語シリーズにおける2ラウンド確変やSTなどとは異なり、他のモードとは独立した演出で構成されている。
演出以外の面では、海物語シリーズ初となる節電機能を搭載した。これにより従来機種比で約16%消費電力を削減したとしている。
2011年12月6日に遊パチタイプの『CRAプレミアム海物語 〜ぼのぼのが遊びに来たよ!〜』が発売された。漫画『ぼのぼの』とのタイアップ機種となっている。
2012年2月6日にはライトタイプ（240バージョン）の『CRプレミアム海物語 GO楽』が発売された。4代目ミスマリンちゃんが出演した最後の機種となっている。

## 図柄
奇数図柄がSUPER LUCKY、偶数図柄がLUCKYと表示される。ミドルタイプでは、奇数図柄が確変大当たり、偶数図柄が通常大当たり（確変昇格の場合あり）となっている。遊パチタイプでは奇数図柄の方が奇数図柄の方がラウンド数と時短回数が多い。
- 1. タコ
- 2. ハリセンボン
- 3. カメ
- 4. サメ
- 5. エビ
- 6. アンコウ
- 7. シュゴン
- 8. エンゼルフィッシュ
- 9. カニ
- 裏4. サメ

### 大当たり表示とラウンド数
| 型式 | SUPER LUCKY | LUCKY   |
| ---- | ----------- | ------- |
| LTL  | 15R確変     | 15R通常 |
| MTH  | 15R確変     | 15R通常 |
| SAA  | 15R 6R      | 4R      |
| GO楽 | 16R         | 10R     |

## モード解説
海モード
シンプルなモード。
フォレストモード
押しボタンでドラムを止めるモード。
クリスタルモード
ドラムのステップアップ演出が搭載されているモード。
『CR大海物語4』のクリスタルステージとは異なる。
プレ海チャンス
2ラウンド確変大当たり後に突入する特殊モード。通常時にどのモードを選択していても突入する。
縦スクロールとドラムの図柄が合わさったゲーム演出となっている（通常時は横スクロールでドラムの図柄は使用されていない）。マリン、ワリン、サムもこのモードではデフォルメされたデザインで登場する。このモードの専用演出も搭載されている。
『CRAプレミアム海物語 〜ぼのぼのが遊びに来たよ!〜』では、初回大当たり終了後（15ラウンド大当たりを除く）に8回のSTとしてこのモードに突入する。

## 予告演出
予告なし
リーチ成立直後に演出が起こらないこと。ノーマルリーチ発展濃厚となる。
泡予告
リーチ成立直後に画面下部から泡が発生する演出。スーパーリーチに発展する可能性がある。
大泡予告
リーチ成立直後に画面下部から通常よりも大きな泡が発生する演出。ノーマルリーチ発展濃厚となり、大当たりまたは半コマズレのハズレとなる（半コマズレ停止でも再始動する場合がある）。スーパーリーチに発展した場合は、法則崩れにより大当たり濃厚となる。
魚群予告
リーチ成立直後に画面右側から魚群が通過する演出。期待度が高い演出であり、スーパーリーチ発展濃厚となる。ノーマルリーチに発展した場合は、法則崩れにより大当たり濃厚となる。ミドルタイプの確変中に発生して大当たりした場合は確変大当たり濃厚となる。
滑り予告
下段図柄が効果音とともに半コマ進みあるいは半コマ戻ってリーチがかかる演出。
連続滑り予告
保留内で2回転続いて滑り予告が発生する演出。2回目の滑り予告が発生した時点でその変動での大当たりが濃厚となる。
ドラムバックライト予告
リーチ成立直後にボタンを長押ししてから離すと、ドラムのバックライトの色が変化する演出。ドラムの色によって期待度が変化する。
ボタン硬化予告
ボタンが押しにくくなる演出。様々なタイミングで発生する。
アシカ予告
フォレストモード専用演出。
リーチ成立直後に画面右側からアシカが出現する演出。アシカの種類やアクションによって期待度が変化する。アシカの代わりにクジラや魚群が出現すれば大当たり濃厚となる。
ドラムアクションチャンス
クリスタルモード専用演出。
リーチ成立直後にドラムが回転し、様々なアクションをする演出。アクションによって期待度が変化する。

## 保留先読み予告
チャンス目前兆予告
チャンス目（同一図柄が非テンパイ形で液晶画面内に3つ停止）が停止する演出。連続するほど期待度が高くなる。3回連続で発生するとリーチ成立濃厚となる。発生するとドラムの色が変化する。1回目は青色、2連続だと黄色、3連続だと赤色、4連続だと虹色になる。
背景変化予告
フォレストモード及びクリスタルモード専用演出。
変動中の背景がさまざまな変化が起こる演出。モードによって演出が異なる。
フォレストモードでは、花畑や虹色の光が出現する場合があり、どちらも出現すれば大当たり濃厚となる。
クリスタルモードでは、オーロラや虹色のクリスタルが出現する。どちらも出現すれば大当たり濃厚となる。
背景キャラ通過予告
変動中にキャラクターが通過する演出。モードによって演出が異なる。
海モードでは、タツノオトシゴ、サム、クジラッキー、パトクジラッキー、スイミーが通過する。タツノオトシゴは期待度が低い。サムはサム系プレミアムに発展する。クジラッキー、パトクジラッキー、スイミーは大当たり濃厚。
フォレストモードでは、エイ、アザラシ、ウミガメが通過する。エイとアザラシは期待度が低い。ウミガメはリーチ成立濃厚。
クリスタルモードでは、タツノオトシゴが通過する場合があり、期待度は低い。
『CRAプレミアム海物語 〜ぼのぼのが遊びに来たよ!〜』では、『ぼのぼの』のキャラクターが通過する場合がある。
停止順変化予告
通常は上段、下段、中段の順番で図柄が停止するが、それ以外の順番で停止する演出。
変動順変化予告
変動開始時の図柄の変動方向と変動順が通常とは異なる演出。
エフェクトステップアップ予告
フォレストモード専用演出。
変動中からリーチ成立までに花びらのエフェクトが発生する予告。最高で3段階まで存在する。3段階目で花びらではなくクジラッキーやパトクジラッキーが出現すれば大当たり濃厚となる。
図柄ナビ予告
フォレストモード専用演出。
変動開始直後にドラムが回転し、停止した図柄が半透明で画面上に表示される演出。複数表示された場合は、その中のいずれか1つに停止する。9つの図柄が表示された場合は大当たり濃厚となる。
残像変動
フォレストモード及びクリスタルモード専用演出。
変動時に図柄の停止位置の候補となる部分に、図柄の残像が出現する演出。
図柄ホールド予告
フォレストモード及びクリスタルモード専用演出。
変動中に図柄が泡に入ってホールド状態になる演出。演出が続くほど期待度が高くなる。ホールド状態の時にチャンス目前兆予告が発生するとリーチ成立濃厚となる。泡に魚群やサムが映る場合があり、サムの場合はサム系プレミアム発展濃厚となる。
ドルフィン消灯予告
フォレストモード及びクリスタルモード専用演出。
チャンス目停止時、図柄上にイルカのエフェクトが発生しドラムが回転する演出。ドルフィンチャンス出目が停止すればドルフィンチャンスに発展する。
ドルフィンチャンス
フォレストモード及びクリスタルモード専用演出。
ドラムがドルフィンチャンスの目が停止したら発展する。画面にイルカが出現し、チャンス目停止が続くほど期待度が高くなる。出現するイルカの数は色によって期待度が変化する。
『CRAプレミアム海物語 〜ぼのぼのが遊びに来たよ!〜』では、演出発生時に『ぼのぼの』のキャラクターが出現する場合がある。
ドラム回転予告
フォレストモード及びクリスタルモード専用演出。
変動中にドラム役物が動いてその後の演出が決まる演出。1変動につきドラムは2回停止する。1回目は変動中に停止して、2回目はリーチ成立時に停止する。
ドラムの出目はタツノオトシゴ、チャンス、ドルフィンチャンス、魚群、V（LUCKY）、ドデカタツノオトシゴの6種類がある。タツノオトシゴとチャンスはリーチ成立濃厚。ドルフィンチャンスはドルフィンチャンスに突入する。魚群は魚群出現濃厚。V（LUCKY）とドデカタツノオトシゴは大当たり濃厚。
タツノオトシゴが停止した際は、画面にタツノオトシゴが出現する。通常はオレンジ色だが、ピンク色のタツノオトシゴが出現すると期待度が高くなる。単体または群れのどちらかで出現し、群れの場合は期待度が高くなる。
チャンスが停止した際は、停止吾にドラム横に発展する演出のアイコンが出現する。SP、ワリン、魚群、サムの4種類がある。
魚影予告
クリスタルモード専用演出。
変動中、画面上に魚影が通過する演出。演出発生時の変動でリーチが成立すれば、シーラカンスリーチに発展する。魚影が通常より長いと大当たり濃厚となる。

## チャンスボタン演出
ブレーキアクション
リーチ後から図柄停止までの間にボタンを押すと変動中の中段図柄が反応しブレーキアクションをする。中段図柄の目が大きくなると期待度がやや高くなる。炎目になると期待度がさらに高くなり、ハート目になると奇数図柄での大当たり濃厚となる。
左右ボタンも対応しており、左ボタンはアクセル、右ボタンはブレーキの役割を果たす。左右ボタンを押すと図柄が回転する場合もある。
奇数昇格演出
偶数図柄で大当たりをした瞬間にボタンを押すと、奇数昇格演出が発生する場合のみ4代目ミスマリンちゃんがカットインされる演出。大当たりラウンド中のBGMが条件を満たしていなくてもプレミアムソングが全曲開放となる。

## リーチ演出
ノーマルリーチ
特に何も起こらないリーチ演出。期待度は低い。シングルリーチ及びダブルリーチのどちらからも発展する。通常時に半コマズレ停止をすると再始動が発生する可能性が高くなっている。ST中は期待度が高くなっており、大当たりまたは半コマズレのハズレとなる（半コマズレ停止でも再始動する場合がある）。
珊瑚礁リーチ
海モード及びフォレストモード専用演出。
シングルリーチから発展し、画面下部から珊瑚礁が出現する演出。期待度は予告により変化する。珊瑚礁から虹色のオーラが出ていたり、金色の花が咲いていると大当たり濃厚となる。
『CRAプレミアム海物語 〜ぼのぼのが遊びに来たよ!〜』では、演出発生時に『ぼのぼの』のキャラクターが出現する場合がある。
クリスタルリーチ
クリスタルモード専用演出。
シングルリーチから発展し、画面下部からクリスタルが刺さった珊瑚礁が出現する演出。クリスタルが高速で点滅していれば期待度が高くなる。クリスタルから虹色のオーラが出現していれば大当たり濃厚となる。
黒潮リーチ
海モード専用演出。
シングルリーチから発展し、画面に黒潮が流れる演出。黒潮の中に海ガメやエイがいると期待度が高くなる。
『CRAプレミアム海物語 〜ぼのぼのが遊びに来たよ!〜』では、演出発生時に『ぼのぼの』のキャラクターが出現する場合がある。
リーフストリームリーチ
フォレストモード専用演出。
シングルリーチから発展し、葉っぱが舞う演出。舞う花の数が多いと期待度が高くなる。蝶が出現すると大当たり濃厚となる。
マリンスノーリーチ
クリスタルモード専用演出。
シングルリーチから発展し、マリンスノーの流れが発生する演出。マリンスノーが赤色だと期待度が高くなる。イルミネーションのような魚群が出現すると大当たり濃厚となる。
マリンちゃんリーチ
ダブルリーチから発展し、画面上部からマリンが登場する演出。期待度は予告により変化する。マリンがピースサインをしたら大当たり濃厚となる。
プレ海チャンス中に発生するとトリプルリーチラインに発展する場合がある。
『CRAプレミアム海物語 〜ぼのぼのが遊びに来たよ!〜』では、演出発生時に『ぼのぼの』のキャラクターが出現する場合がある。
カイトボードリーチ
フォレストモード専用演出。
ワリンがカイトボードに乗って出現する演出。ワリンが掴んでいるバーの形が通常と異なると期待度が高くなる。巨大な波が出現してワリンがトリックを決めれば大当たり濃厚となる。
ドラム押しボタン演出
フォレストモード専用演出。
スーパーリーチ発展時、ドラムの回転の仕方が通常回転、逆回転、遅れ回転、振動回転、赤発光回転の5種類がある。通常回転と振動回転と遅れ回転は期待度が低い。逆回転と赤発光回転は期待度が高い。
ワリンチャンス
フォレストモード及びクリスタルモード専用演出。
画面内に同じ図柄が3つ停止すると発生する場合がある。ワリンが登場し、上下どちらかの図柄を移動させてリーチにする。ダブルリーチになった場合は原則魚群予告が発生する。
『CRAプレミアム海物語 〜ぼのぼのが遊びに来たよ!〜』では、演出発生時に『ぼのぼの』のキャラクターが出現する場合がある。ワリンが手を手前側に突き出せば期待度が高くなる。ピースサインをすれば大当たり濃厚となる。
シーラカンスリーチ
クリスタルモード専用演出。
『CRスーパー海物語』のカジキリーチが基となっている演出。
スーパーリーチ発展時にシーラカンスが出現する演出。シーラカンスが複数出現すれば期待度が高くなる。
激流リーチ
プレ海チャンス専用演出。
リーチ成立時に3つのリールに激流が流れる演出。演出発生後に画面右側からクジラが出現して横切る場合がある。
『CRAプレミアム海物語 〜ぼのぼのが遊びに来たよ!〜』では、演出発生時に『ぼのぼの』のキャラクターが出現する場合がある。
ねじり変動リーチ
プレ海チャンス専用演出。
リーチ成立後、全リールが固定されないで変動する演出。図柄から虹色のエフェクトが出現すれば大当たり濃厚となる。
『CRAプレミアム海物語 〜ぼのぼのが遊びに来たよ!〜』では、演出発生時に『ぼのぼの』のキャラクターが出現する場合がある。
ドラムリーチ
プレ海チャンス専用演出。
ドラムをリーチラインに含んだ演出。
拡大リーチ
プレ海チャンス専用演出。
リーチ成立時、テンパイ図柄がリーチラインに接近すると拡大する演出。図柄が拡大する時に虹色のエフェクトが出現すれば大当たり濃厚となる。
『CRAプレミアム海物語 〜ぼのぼのが遊びに来たよ!〜』では、演出発生時に『ぼのぼの』のキャラクターが出現する場合がある。

## プレミアム演出
泡系プレミアム
泡予告に関するプレミアム演出。数種類存在する。
超泡
泡が途切れずに図柄が揃うまで出現し続ける演出。
クジラッキー泡
クジラッキーが入った泡が出現する演出。
レインボー泡
レインボー色の泡が出現する演出。
泡&魚群予告
泡予告が発生した直後に魚群予告が発生する演出。
泡割れ
泡予告が発生した直後に泡が割れる演出。
V字泡
プレ海チャンス専用演出。
Vの字をかたどった泡が出現する演出。
パトクジラッキー泡
パトクジラッキーが入った泡が出現する演出。
ぼのぼの泡
『CRAプレミアム海物語 〜ぼのぼのが遊びに来たよ!〜』に搭載。
ぼのぼのの顔の形をした泡が出現する演出。
魚群系プレミアム
魚群予告に関するプレミアム演出。数種類存在する。
赤魚群
赤魚群（実際には赤色と紫色が混ざったような魚群）が出現する演出。後述のサム系プレミアムに発展する。
超魚群
魚群が途切れずに図柄が揃うまで出現し続ける演出。
逆魚群
画面左側から魚群が出現する演出。通常は画面右側から出現する。
スパイラル魚群
魚群がスパイラル状に流れる演出。
中段魚群
中段の位置にのみ魚群が出現する演出。
魚群&クジラッキー
魚群と一緒にクジラッキーが出現する演出。
前面魚群
魚群が図柄の前面を流れる演出。通常は図柄の後ろを流れる。
回転魚群
魚群が回転する演出。
ぎっしり魚群
画面の背景が見えなくなるほどの魚群が出現する演出。
魚群&リーチ図柄
魚群の最後尾にリーチ図柄が1体出現する演出。
クジラッキー群
魚群の代わりにクジラッキーの群れが出現する演出。
V字魚群
プレ海チャンス専用演出。
黄色の魚がV字になって出現する演出。
メガ魚群
巨大な魚の群れが出現する演出。
サム系プレミアム
各スーパーリーチ中にサムが出現すれば奇数図柄での大当たりが濃厚となる。遊パチ版では15ラウンド大当たり濃厚となる。
マッスル珊瑚礁リーチ
海モード及びフォレストモード専用演出。
シングルリーチから発展する。珊瑚礁リーチが発生した際に、サムが画面下部から珊瑚礁を持ち上げて登場する。
クリスタルサムリーチ
クリスタルモード専用演出。
シングルリーチから発展する。クリスタルリーチが発生した際に、クリスタルが刺さった珊瑚礁が180度回転してサムが登場する。
リーフストリームサムリーチ
フォレストモード専用演出。
シングルリーチから発展する。リーフストリームリーチが発生した際に、サムが蔓に掴まりながら出現する演出。
カイトボードサムリーチ
フォレストモード専用演出。
ワリンの代わりにサムがカイトボードに乗って出現する演出。
ポージングリーチ
ダブルリーチから発展し、マリンの代わりにサムが画面上部から登場する。
サムチャンス
フォレストモード及びクリスタルモード専用演出。
同一図柄が非テンパイ形で液晶画面内に3つ停止すると発展する場合がある。通常はワリンチャンスに発展するが、ワリンの代わりにサムが登場する演出。
シーラカンスサムリーチ
クリスタルモード専用演出
シーラカンスリーチが発生した際に、サムが出現する演出。
激流サムリーチ
プレ海チャンス専用演出。
激流リーチが発生した際に、画面右側からサムが出現する演出。
ねじり変動サムリーチ
プレ海チャンス専用演出。
ねじり変動リーチが発生した際に、サムが出現する演出。
ドラムサムリーチ
プレ海チャンス専用演出。
ドラムリーチが発生した際に、デフォルメされたサムが出現する演出。
拡大サムリーチ
プレ海チャンス専用演出。
拡大リーチが発生した際、デフォルメされたサムが出現する演出。
ノーマルサムプレミアム
ノーマルリーチ中にサムが出現して、ドラムを回転させてパンチでVを停止させる演出。
突サムプレミアム
サムが突如出現し、奇数図柄を3つ揃った状態で止める演出。
ボイスプレミアム
変動開始時などにマリン、ワリン、サム、4代目ミスマリンちゃんのいずれかのボイスが流れる演出。
枠外プレミアム
図柄が枠外で揃った場合、効果音の後に図柄が枠内に移動し大当たりとなる演出。必ず発生する訳ではない。
枠上プレミアム
中段図柄と下段図柄が同じ図柄で停止した際、全図柄が上方向に移動して図柄が揃った状態で戻る演出。
裏サメ停止
1図柄と9図柄のダブルリーチの際に中段の中央に裏4が停止する演出。停止すると再始動が発生し、1図柄か9図柄のどちらかでの大当たりとなる。
全回転リーチ
リーチ中に4代目ミスマリンちゃんのカットインが出現し、全図柄が揃った状態で変動する演出。図柄が停止する際は、通常は上段・下段・中段の順番で停止するが、全図柄が揃った状態で停止する。
突当たり
リーチが成立したが、リーチ成立を知らせるのボイスが流れずそのまま大当たりになる演出。
ビタ止まり
リーチ成立中に中段の図柄が壁にぶつかったかのように停止して大当たりになる演出。
中段図柄バウンドストップ
ノーマルリーチから発展する。リーチ中に中段図柄が停止する際にバウンドしながら停止し、再始動が発生して大当たりになる演出。
親子図柄変化プレミアム
リーチ成立時、リーチになった上段図柄と下段図柄、中段の全ての図柄が親子図柄（2図柄、7図柄、8図柄）と単体図柄（1図柄、3図柄、4図柄、5図柄、6図柄、9図柄）が入れ替わる演出。
オール当たりプレミアム
ノーマルリーチ発展時、中段の図柄が全てリーチ図柄に変化する演出。
リベンジプレミアム
半コマズレハズレ時、直後に画面に映っている全図柄の表情が変化し、中段の図柄が動いて大当たりになる演出。
逆変動
図柄が左側から右側に変動する演出。通常は右側から左側に変動する。
上下段図柄逆変動
変動開始時、上段図柄と下段図柄が左側から右側に変動する演出。
中段図柄逆変動
リーチ成立時、中段図柄が左側から右側に変動する演出。
初代海物語リーチ
珊瑚礁リーチ及びマリンちゃんリーチが、初代『海物語』のグラフィックに変化する演出。
ブランク図柄クジラッキープレミアム
リーチ成立時、中段のブランク図柄がクジラッキーに変化する演出。
ブランク図柄パトクジラッキープレミアム
リーチ成立時、中段のブランク図柄がパトクジラッキーに変化する演出。
コマ送り停止
リーチ成立時、中段図柄がコマ送りのように停止する演出。
図柄配列変化演出
図柄の配列が通常と逆になる演出。通常は上段が「3・2・1〜」の順番で、中段と下段が「1・2・3〜」の順番だが、これが全て逆の配列になる。
ミスマリンカットイン
リーチ成立直後に4代目ミスマリンちゃんがカットインされる演出。
ぼのぼのカットイン
『CRAプレミアム海物語 〜ぼのぼのが遊びに来たよ!〜』に搭載。
リーチ成立直後に『ぼのぼの』のキャラクターがカットインされる演出。
空動き告知
変動中にパトクジラッキー役物がかすかに動く演出。
子無し図柄リーチ
ハリセンボン、ジュゴン、エンゼルフィッシュのいずれかでシングルリーチが成立した際に、子供がいない状態でリーチになる演出。
図柄魚群
裏4図柄が図柄魚群に変化する演出。
押しボタンプレミアム
海モード専用演出。
通常はボタンアイコンが出現しない海モードのリーチ成立時に、ボタンアイコンが出現する演出。
ぼのぼのリーチ
『CRAプレミアム海物語 〜ぼのぼのが遊びに来たよ!〜』に搭載。
図柄がぼのぼの図柄に変化してリーチが成立する演出。

## 大当たりラウンド演出

### 大当たりラウンド中
パトクジラッキーチャンス
海モード専用演出。通常大当たりのラウンド中に発生する昇格演出。
大当たりラウンド中にパトクジラッキーフラッシュが発生する演出。
マリンチャンス
フォレストモード専用演出。通常大当たりのラウンド中に発生する昇格演出。6ラウンド目に発生する場合がある。森の遺跡、森の広場、森のトンネルの3種類のルートが用意されており、ボタンを押してルートを選択する。
森の遺跡では、財宝が発見できれば確変昇格となる。
森の広場では、クジラッキーを見つけることができれば確変昇格となる。
森のトンネルでは、ボタン連打でイルカを捕まえれば確変昇格となる。
ドラムアクションチャンス
クリスタルモード専用演出。通常大当たりのラウンド中に発生する昇格演出。
大当たりラウンド中の3回のドラムアクションで、V（LUCKY）が停止すると確変昇格となる。
プレ海チャレンジ
プレ海チャンス専用演出。通常大当たりのラウンド中に発生する昇格演出。通常図柄揃い大当たり直後に必ず発生する。
チャンス図柄とクジラッキー図柄の2種類だけの変動が5回ある演出。クジラッキー図柄が揃うと確変昇格となる。チャンス図柄が揃うとドラムチャンスに移行する。
ドラムチャンス
プレ海チャレンジでチャンス図柄が揃った際に発生する演出。
ドラムが回転し、V（LUCKY）が停止すると確変昇格となる。
マックスラウンド報知演出
『CRAプレミアム海物語 〜ぼのぼのが遊びに来たよ!〜』に搭載。
6ラウンドまたは4ラウンド大当たりラウンドの途中で、15ラウンド大当たりに昇格する演出。
ぼのぼのチャンス
『CRAプレミアム海物語 〜ぼのぼのが遊びに来たよ!〜』に搭載。
大当たりラウンド中の画面に『ぼのぼの』のキャラクターが出現し、保留ランプが点滅する演出。点滅してちる保留は大当たりとなる。

### 大当たりラウンド終了後
エンディングチャンス
偶数図柄揃いの大当たりでラウンド中にSUPER LUCKYの告知がなく全ラウンドを消化しても、エンディングで「もう1回」の文字とともにサムまたは4代目ミスマリンちゃんが登場し、確変大当たりであることを告知されることがある。
背景変化
偶数図柄揃いの大当たりでいつものラウンドのエンディング画面での背景に変化が起こる演出。流れ星が発生した場合は確変昇格の期待度が高くなる。
金魚群
大当たりラウンド終了後のエンディング画面で金魚群が出現する演出。保留内で奇数図柄揃いの大当たりが濃厚となる。

## その他演出
再始動
リーチが外れた際に、中段図柄が再び動き出して大当たりになる演出。ダブルリーチで発生した場合は奇数図柄での大当たりとなる。
昇格スクロール
通常図柄で大当たりした直後に、図柄が高速に動き出して確変図柄に昇格する演出。
マリンちゃん2段階
マリンちゃんリーチで偶数図柄が揃った直後、マリンが掛け声とともに中段図柄をビンタして再始動が起き、もう片方のリーチ図柄である奇数図柄揃いの大当たりになる演出。
バウンドストップ
ミドルタイプの時短中に発生する。同じ図柄のズレ目停止の際にチャンス目前兆予告が発生せずに、図柄がバウンドして停止する演出。この演出が発生すると、時短から確変（プレ海チャンス）に移行する。
ロングリーチ
ノーマルリーチやスーパーリーチが止まらず長く変動し続ける演出。この演出が発生すると機種によってさまざまな演出に発展する。
『CRプレミアム海物語』では2ラウンド確変大当たり（プレ海チャンス）に突入する。
『CRAプレミアム海物語 〜ぼのぼのが遊びに来たよ!〜』及び『CRプレミアム海物語 GO楽』では、最長突破当たりに発展して奇数図柄大当たりとなる。
法則崩れ
さまざまな予告で発生する。予告なしからスーパーリーチに発展する、魚群予告からノーマルリーチに発展する、大泡予告からスーパーリーチに発展するなどがあり、発生すると大当たり濃厚となる。

## 待機画面演出
大当り履歴
過去の大当たり時の液晶図柄、モード、回転数、演出の履歴を見ることができる。
魚群占い
泡や魚群による占いを遊ぶことができる。ただし、占いの結果は実戦結果を予告するものではない。

## パトクジラッキーフラッシュ
画面上部にある役物。クジラッキーとパトランプを用いた役物となっている。変動時の一発告知としての機能を果たしており、演出が発生した時点で大当たり濃厚となる。大当たりラウンド中やエンディング時の昇格演出としても使用されている。一発告知にはショートとロングの2種類があり、ショートは大当たり濃厚、ロングは奇数図柄での大当たり濃厚となる。

## 大当たり・確変・時短

### CRプレミアム海物語
確変ループ機となっており、大当たりラウンド終了後は基本的に奇数図柄大当たりだと確変に突入し、偶数図柄大当たりだと100回の時短に突入する。ただし、偶数図柄で当たってもラウンド中にSUPER LUCKYに昇格する場合がある。2ラウンド確変大当たりも搭載されており、3・4・1図柄停止で突入する。2ラウンド確変大当たり終了後は確変（プレ海チャンス）に突入する。また、時短中でも内部確変になっていることもあり、その場合は時短終了前までに図柄のバウンドストップが発生し確変（プレ海チャンス）に突入する。

### CRAプレミアム海物語 〜ぼのぼのが遊びに来たよ!〜
ST機となっており、15ラウンド以外の初回大当たりラウンド終了後はプレ海チャンス（8回のSTと17回の時短）に突入する。初回で15ラウンド大当たりを引いた場合と2回目の大当たり終了後はスペシャルチャンス（8回のSTと67回の時短）に突入する。

### CRプレミアム海物語 GO楽
ST機となっており、大当たりラウンド終了後は必ず10回のSTと40回の時短に突入する。

## プレミアムラウンド
- 1回目：いつものラウンド
- 3連荘達成：マリンが歌う「トキメキ Sea Story」
- 5連荘達成：マリンが歌う「夏色DAY」
- 7連荘達成：マリンが歌う「マワル★パラダイス」
- 10連荘達成：マリン（葉月ゆら）が歌う「海物語メドレー 〜プレミアムバージョン〜」（「シュガシュガ・マリン・クルージング」→「ラブ☆ダッシュ」→「Summer days」→「『だいすき』って気持ち」）

## スペック
| 型式                                         | 型式                                         | LTL（ゴールド）                          | MTH（プラチナ）                          | SAA（99バージョン）                      | GO楽                                     |
| -------------------------------------------- | -------------------------------------------- | ---------------------------------------- | ---------------------------------------- | ---------------------------------------- | ---------------------------------------- |
| 特賞種別                                     | 特賞種別                                     | デジパチ                                 | デジパチ                                 | デジパチ                                 | デジパチ                                 |
| 大当たり確率                                 | 通常時                                       | 1/354.249                                | 1/304.819                                | 1/99.750                                 | 1/240.941                                |
| 大当たり確率                                 | 高確率時                                     | 1/44.013                                 | 1/30.482                                 | 1/16.102                                 | 1/24.094                                 |
| 小当たり確率                                 | 小当たり確率                                 | 1/233→232/233                            | 1/233→232/233                            | 1/233→232/233                            | 1/233→232/233                            |
| タイプ                                       | タイプ                                       | ミドル                                   | ミドル                                   | 遊パチ                                   | ライトミドル                             |
| 賞球数                                       | 賞球数                                       | 3 & 10 & 15                              | 3 & 10 & 14                              | 3 & 10 & 13                              | 5 & 3 & 8 & 15                           |
| ラウンド・カウント数                         | ラウンド・カウント数                         | 15R or 2R・10C                           | 15R or 2R・8C                            | 15R or 6R or 4R・9C                      | 16R or 10R・9C                           |
| 大当たりシステム                             | 大当たりシステム                             | 確変ループ                               | 確変ループ                               | ST                                       | ST                                       |
| 確変突入率                                   | 確変突入率                                   | 55/100（55%）                            | 60/100（60%）                            | 100/100（100%、ST8回転）                 | 100/100（100%、ST10回転）                |
| 大当たりの内訳                               | 上始動口                                     | 15R確変：40% 2R確変：15% 15R通常：45%    | 15R確変：40% 2R確変：20% 15R通常：40%    | 15R：4% 6R：48% 4R：48%                  | 16R：50% 10R：50%                        |
| 大当たりの内訳                               | 下始動口                                     | 15R確変：45% 2R確変：10% 15R通常：45%    | 15R確変：50% 2R確変：10% 15R通常：40%    | 15R：4% 6R：48% 4R：48%                  | 16R：50% 10R：50%                        |
| 大当たり出玉                                 | 大当たり出玉                                 | 2000個                                   | 1470個                                   | 15R：1520個 6R：610個 4R：410個          | 16R：1960個 10R：1230個                  |
| リミット                                     | リミット                                     | なし                                     | なし                                     | なし                                     | なし                                     |
| 電サポ                                       | 確変                                         | 確変大当たり終了後次回まで               | 確変大当たり終了後次回まで               | 大当たり終了後ST8回                      | 大当たり終了後ST10回                     |
| 電サポ                                       | 時短                                         | 通常大当たり終了後100回転                | 通常大当たり終了後100回転                | ST終了後17回転 or 67回転                 | ST終了後40回転                           |
| 保留の数                                     | 保留の数                                     | 上始動口4個+下始動口4個                  | 上始動口4個+下始動口4個                  | 上始動口4個+下始動口4個                  | 上始動口4個+下始動口4個                  |
| 保留の優先消化                               | 保留の優先消化                               | 下始動口優先                             | 下始動口優先                             | なし（入賞順に消化）                     | なし（入賞順に消化）                     |
| 小当たり1回あたりの 電チュー開放時間及び回数 | 小当たり1回あたりの 電チュー開放時間及び回数 | 低確率時：1.1秒×2回、高確率時：1.8秒×3回 | 低確率時：1.1秒×2回、高確率時：1.8秒×3回 | 低確率時：1.1秒×2回、高確率時：1.8秒×3回 | 低確率時：1.1秒×2回、高確率時：1.8秒×3回 |

## コンシューマ移植
- パチパラシリーズ（ニンテンドー3DS用）『パチパラ3D プレミアム海物語 〜夢見る乙女とパチンコ王決定戦〜』（2011年11月24日より発売）
  - 『LTL』と『MTH』に、「らぶ・エクスチェンジ」（パチンコ屋で出会った3人の女性とコミュニケーションを介して、彼女達の夢を叶える手伝いをするという内容）を収録。
- iOSアプリ『CRプレミアム海物語』
  - 『LTL』と『MTH』を収録。公式では、iOS 4.3以降のiPhone 4とiOS 5.0以降のiPhone 4Sに対応。1,500円で配信。